# Curioseum

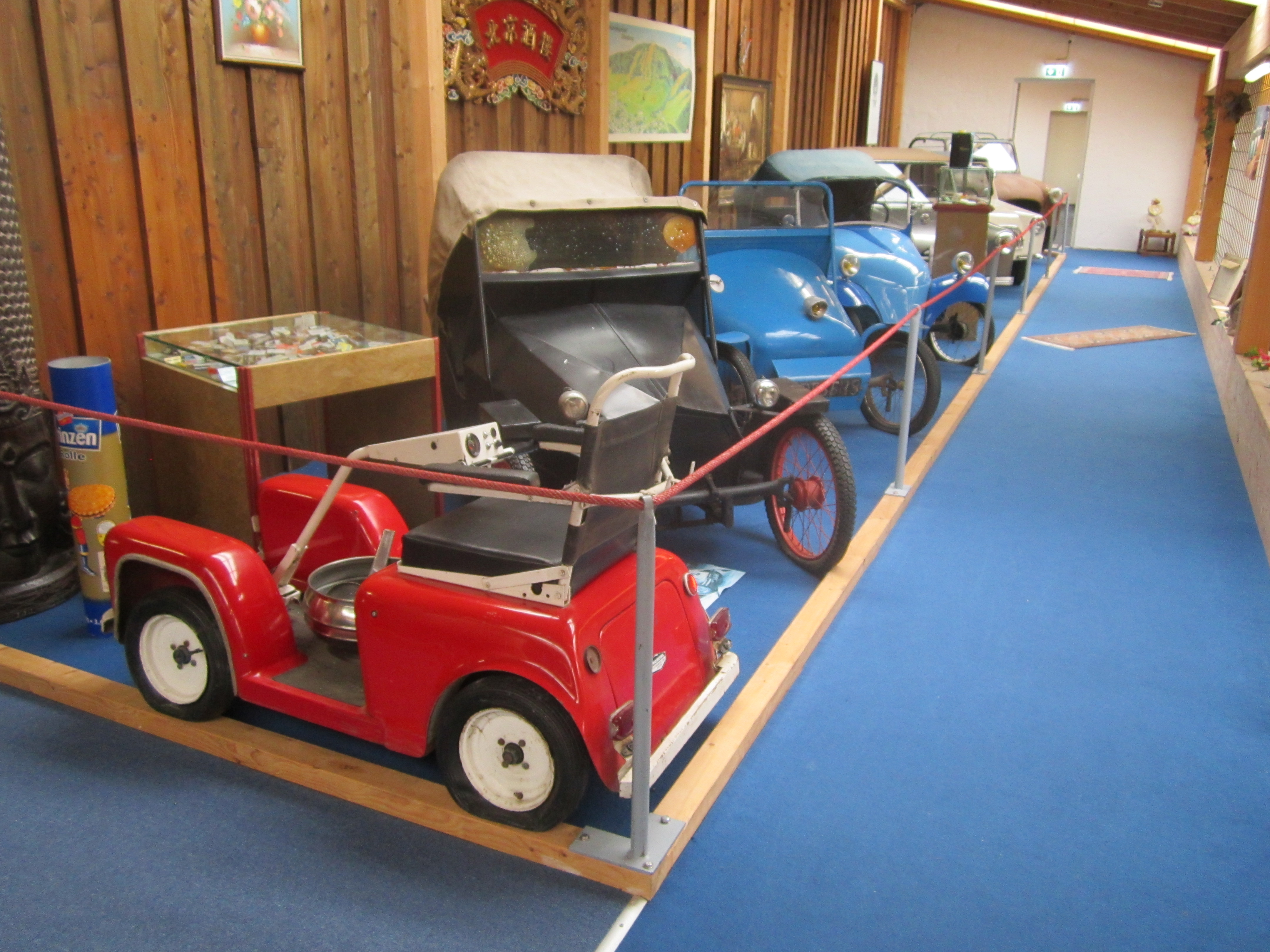
Ausstellungsbereich mit Kleinfahrzeugen

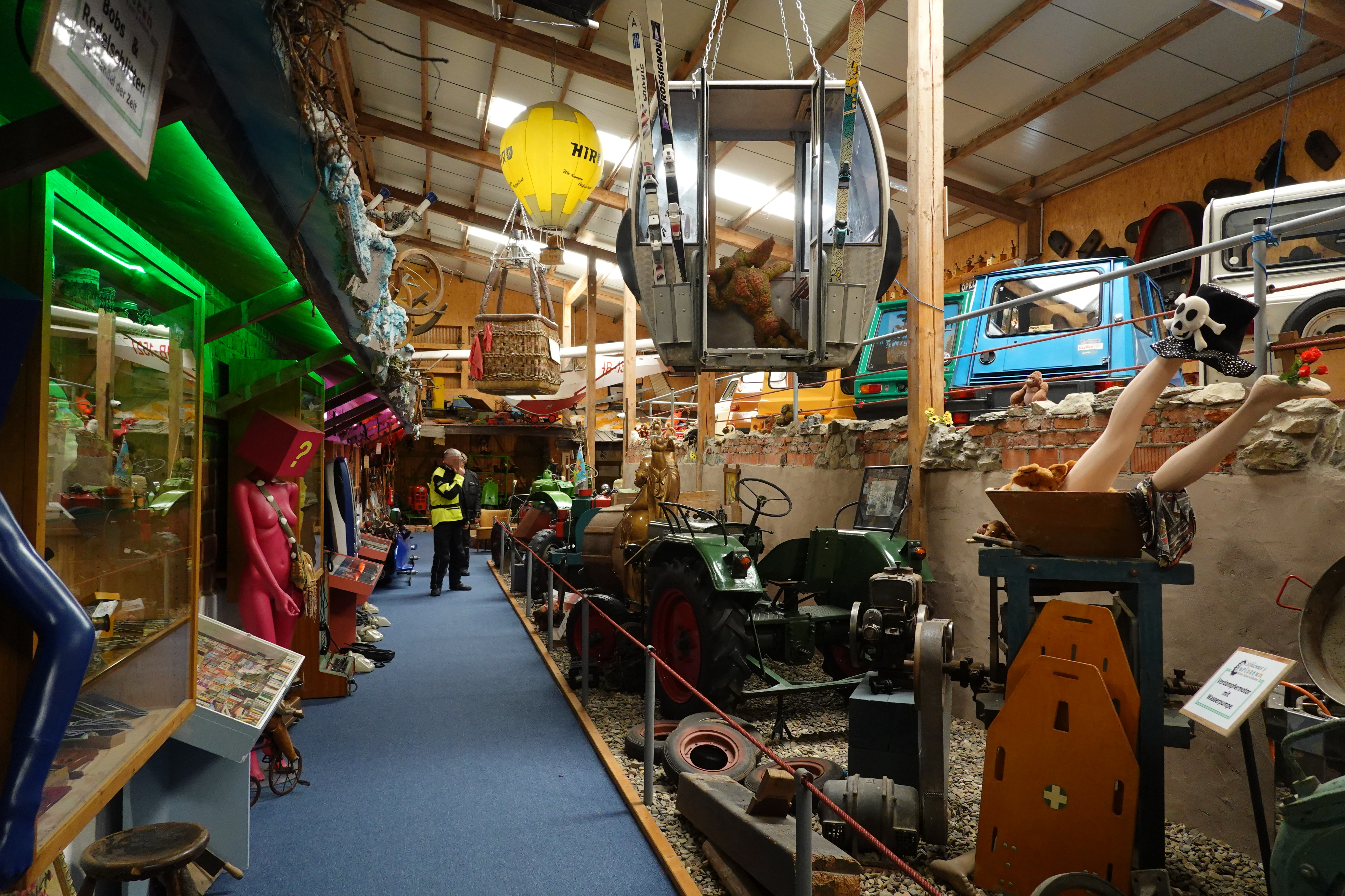
Weiterer Bereich

Das Curioseum bzw. Oldtimer Curioseum ist ein Museum in Usseln, einem Ortsteil von Willingen in Hessen. Im Museum finden sich Sammlungsgebiete zu Oldtimern, Zweirädern, Wasserfahrzeugen, Luftfahrt und Alltagsgegenständen. Teile der Sammlung fokussieren auf regionale Heimatgeschichte, die auch dem Untertitel „Kitsch, Kunst & Krempel“ zugeordnet werden können.

## Geschichte
Hans Schlömer brachte zur Gründung des Museums seine Sammlung ein und ließ das Gebäude für die öffentliche Ausstellung in Usseln errichten. Er führte das Museum nach seinem Konzept bis zu seinem Tode 2019. Danach übernahm seine Tochter Schlömer-Mütze die Leitung. Die Ausstellungsfläche im Innenbereich hat rund 5.000 Quadratmeter. Das Museum ist im Sommer täglich geöffnet, im Winter nur an den Wochenenden. Auf dem Dach des Gebäudes steht die Skulptur einer Kuh.

## Ausstellungskonzept und Präsentation
Die Ausstellung folgt bewusst nicht den klassischen Museumskonzepten, nach denen Sachgruppen von Objekten in klar getrennten Abteilungen gezeigt werden. Dem Empfangsfoyer mit einer Wechselausstellung sowie gelegentlichen Sonderausstellungen schließt sich das in mehreren Etagen und Räumen verteilte Museum an.
In der Sammlung sind seltene Objekte von etlichen Sachgruppen vorhanden, die zum Teil etwas versteckt, in einer Art von „Wohnzimmeratmosphäre“ mit beigefügten Püppchen, Bildern oder in Kleingruppen zu thematischen Dioramen wie zur Schädlichkeit des Rauchens gezeigt werden. Geschlossene Vitrinen werden nur für wenige Bereiche mit kleinen oder empfindlichen Objekten genutzt. Die meisten Objekte werden in labyrinthartig angelegten Galerien gezeigt, die es auch für Rollstuhlfahrer ermöglichen, die Ausstellung zu besuchen. Treppen sind im Museumsgebäude kaum vorhanden und können als Abkürzung zwischen den Museumsebenen genutzt werden. Es fehlen selbst bei etlichen großen Objekten wie Traktoren oder dem Klein-U-Boot Beschriftungen. Die vorhandenen Beschriftungen sind meist knapp gehalten.
Der Begriff Curioseum wurde 2014 vom Museum of New Zealand Te Papa Tongarewa in Neuseeland aufgegriffen. Bei einem Kindermuseums-Projekt wurden seltsame Dinge im Museum gesucht sowie beschrieben und dazu das für Kinder gemachte Buch The Curioseum: collected stories of the odd & marvellous herausgegeben.

## Ausstellungsbereiche und Exponate
Ein Schwerpunkt der Sachgruppen sind historische Fahrzeuge von der Frühzeit der Motorisierung bis in die 1990er-Jahre. Dabei werden Objekte aus den Bereichen Land-, Luft- und Seefahrzeuge gezeigt, wobei Landfahrzeuge dominieren und ein Bereich zur Marine vorhanden ist. Nach den Fahrzeugen bietet die Sachgruppe zu historischen Geräten von Haushalt und Landwirtschaft eine Fülle von Dingen, die mit weiteren Objekten aus unterschiedlichen Berufsfeldern und technologischen Bereichen ergänzt sind. Auch Wintersportgeräte, Seilbahngondeln und Möbel sind ausgestellt. Der Rennfahrer Erich Rostek überließ 2021 dem Curioseum zahlreiche Erinnerungsstücke, um dort zur Geschichte von Bergrennen wie den ADAC Sauerland-Bergpreis auszustellen. Auch eine Napoleon-Statue in Lebensgröße aus Pappmache findet sich in der Sammlung.
Nachfolgend ein Überblick von Sachgruppen, Objekten und Raritäten oder besonderen Dingen zur Zeitgeschichte. 
Kraftfahrzeuge und Technik
In der Anfangszeit des Museums wurden rund 20 Motorräder, fünf Mopeds, vier Fahrräder, zwölf Autos und fünf Motoren genannt. 2019 waren bereits 55 Autos ausgestellt, darunter ein kleiner Buggy der Marke Diavolino – zu Deutsch das „Teufelchen“ –, der mit einer Länge von 207 cm als das kleinste Cabriolet der Welt bekannt ist. Daneben gibt es zahlreiche Traktoren, ein Klein-U-Boot, Modellschiffe und fünf Flugzeuge.  Der Sammlungsbestand von 2008 hat sich in Teilbereichen der Ausstellung bis 2023 vervielfacht.
Luft- und Schifffahrt

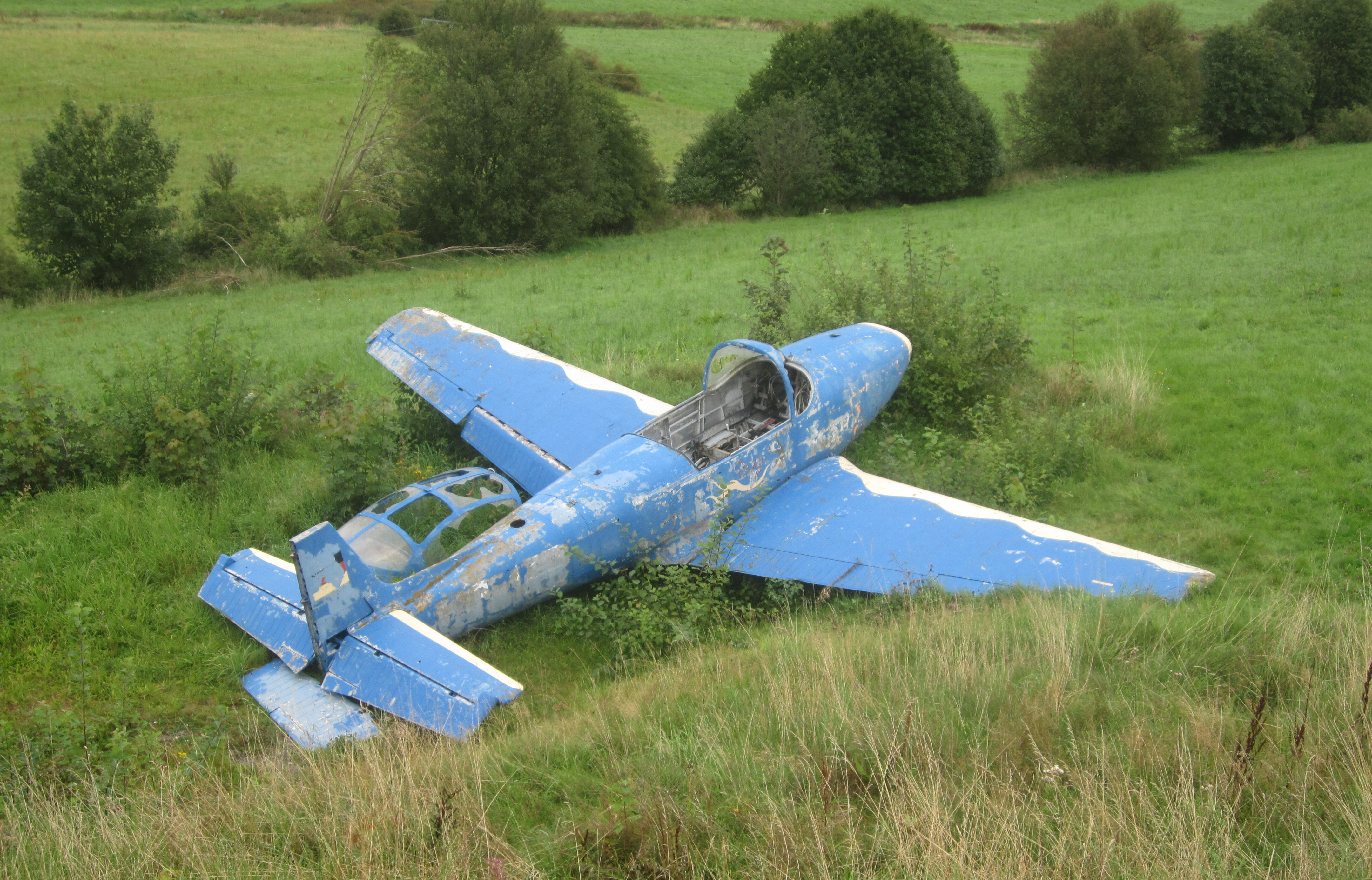
Flugzeugwrack einer Piaggio P.149 im Außengelände

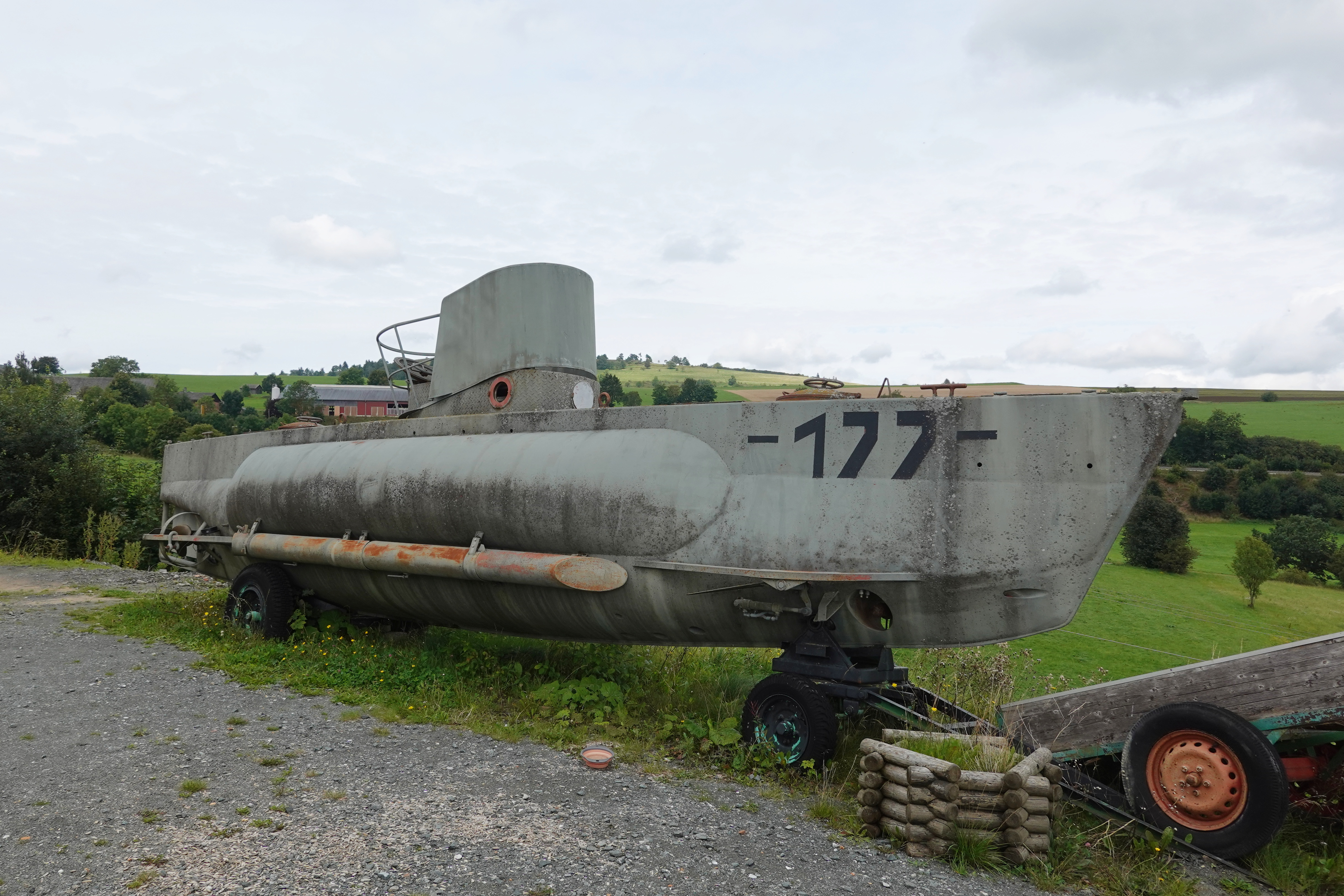
U-Boot neben dem Curioseum

Ein Doppeldecker des Typ Antonow An-2, eine Lockheed F-104 „Starfighter“ und das Flugzeugwrack einer blauen Piaggio P.149 befinden sich auf dem Freigelände des Museums; im Innenbereich gibt es ein Segelflugzeug Schleicher Ka 4 Rhönlerche II und ein gelbes Ultraleichtflugzeug des Typ Fisher Koala FP-202 sowie den Korb eines Heißluftballons.
Neben einem Bereich mit 50 Modellbauschiffen und anderen Exponaten zur Schifffahrt im Gebäude. Vor dem Museum steht ein U-Boot.